# 货运航空公司

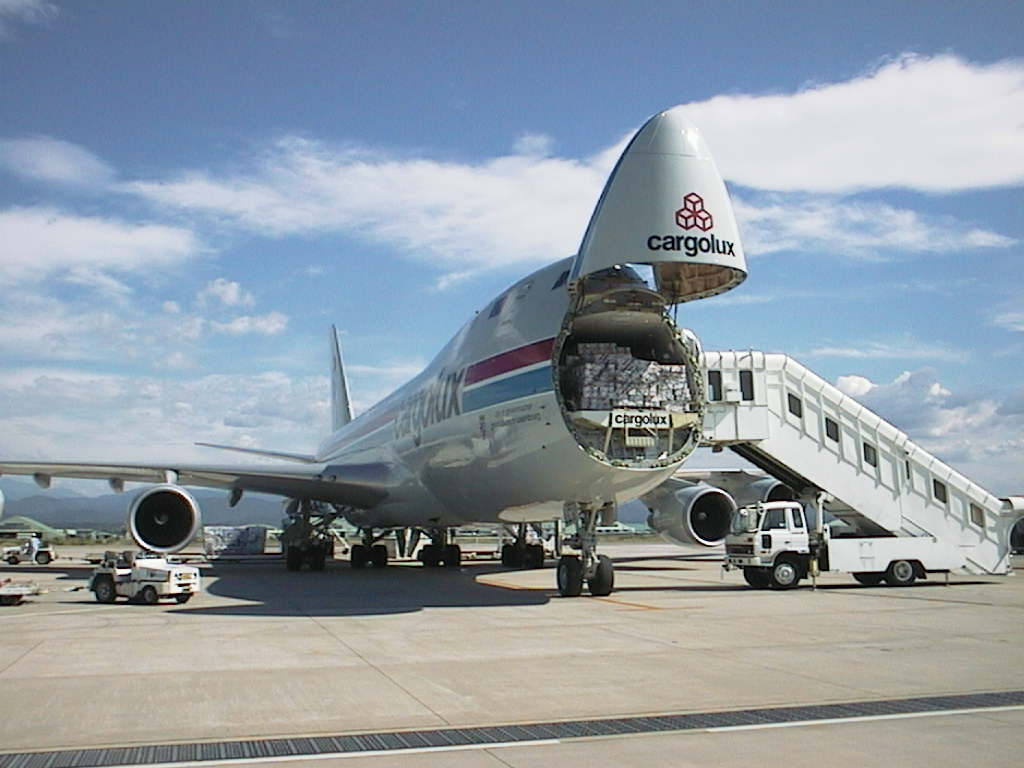
盧森堡貨運的波音747-400F

货运航空公司是专门从事货物运输的航空公司。一些大的客运航空公司有专门从事货运的子公司或者部门。

## 物流
对于许多国际物流网络来说航空运输是一个关键环节。它在管理合控制货物、能量、信息以及其它资源如产品、服务和人员从产品的原材料到市场的过程中起决定性的作用。没有专业的物流服务要进行国际性贸易、全球性进出口过程和国际性原材料和产品以及制造的转运几乎是不可能的。它结合了信息、运输、库存、计数、处理和包装等工序。物流服务的关键在于尽量廉价地保证原材料、配件和成品的地理转移。

## 使用的飞机

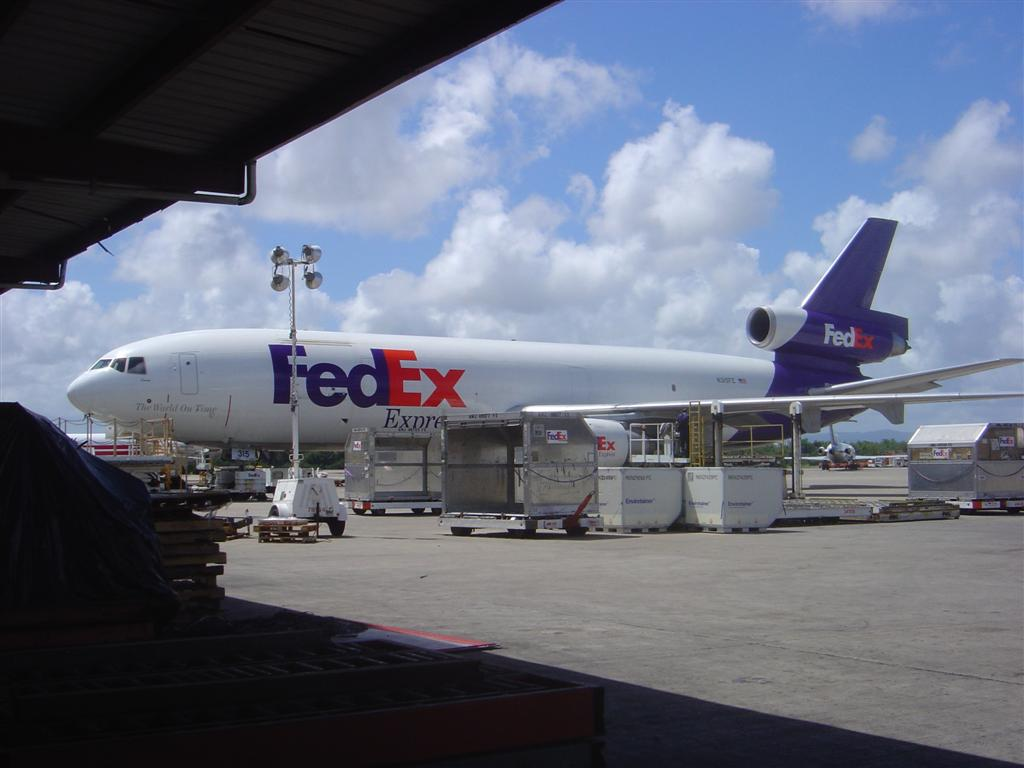
聯邦快遞的DC-10

大的货运航空公司喜欢使用比较新的飞机来运输它们的货物，但是在实践中也有许多老飞机如波音707、波音727、道格拉斯DC-8、麥道DC-10、麥道MD-11、波音747和伊留申76等也常被使用。甚至于已经60年老的道格拉斯DC-3今天依然被用来运输货物（和乘客）。短程的渦輪螺旋槳發動機飞机如安-12、安-26、福克F27和BAe ATP也有被改建运输货物来延长它们的使用寿命的。一般它们的窗被不透明的板取代，货舱的地板被加强，在货舱的一侧加上比较宽的上开式门。
世界上最大的飞机是An-225運輸機和安托諾夫An-124，它们被用来运输大批量货物或者特别大的货物。
联合包裹服务公司曾试图开办一个包機部门，但是没有成功。

## 知名货运航空公司

### 全货运

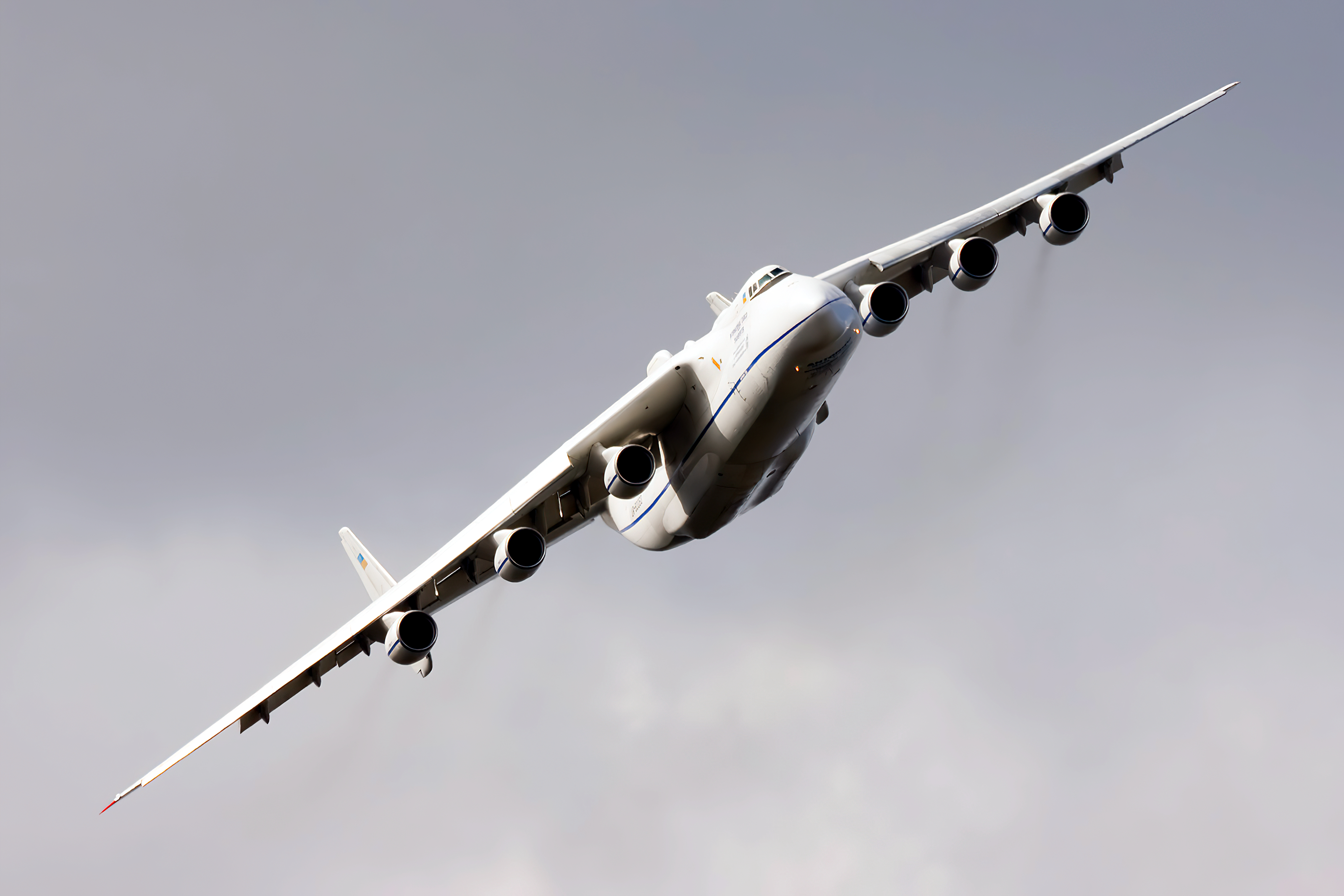
世界上最大的飞机An-225運輸機

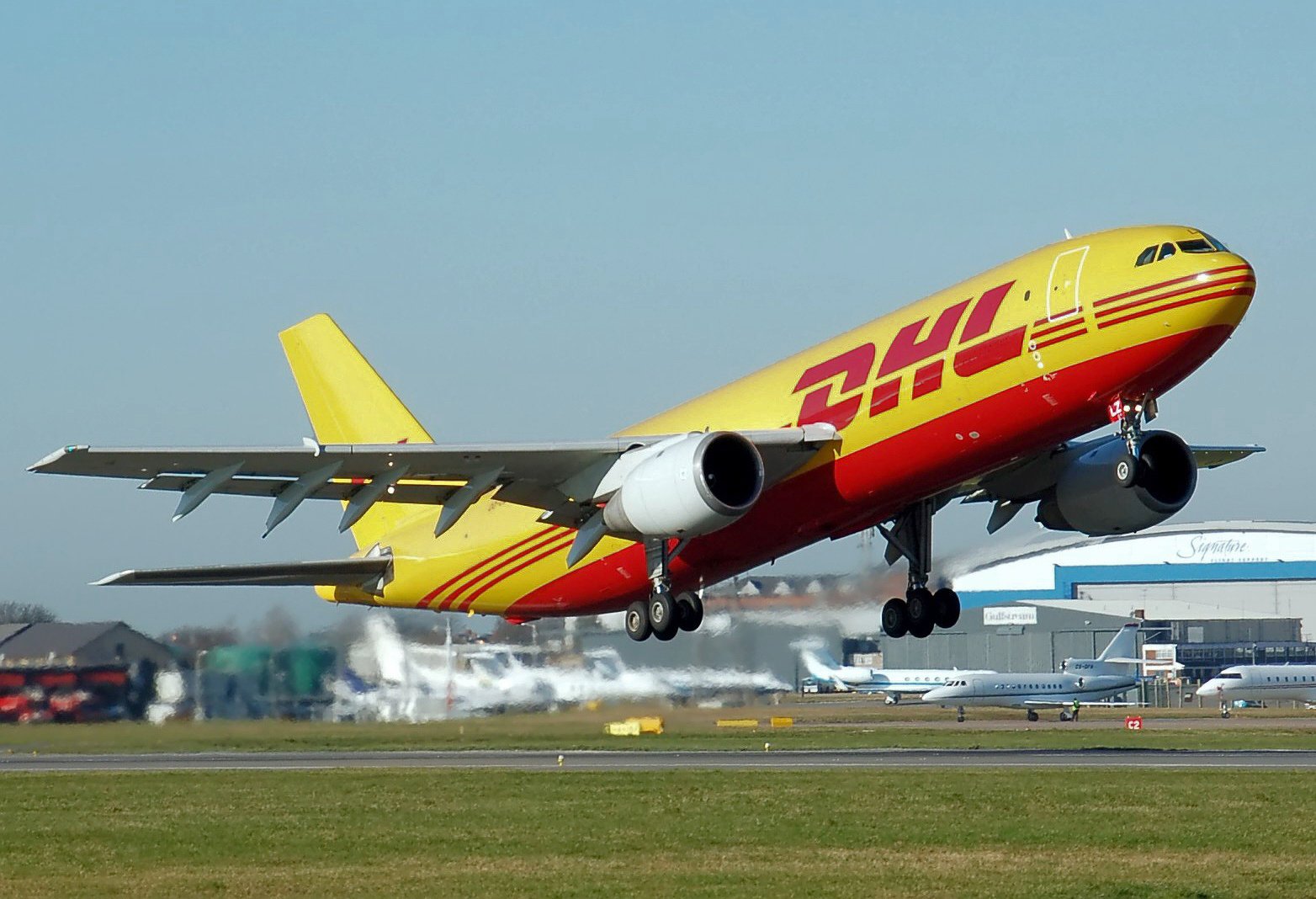
欧洲航空运输公司的空中客车A300

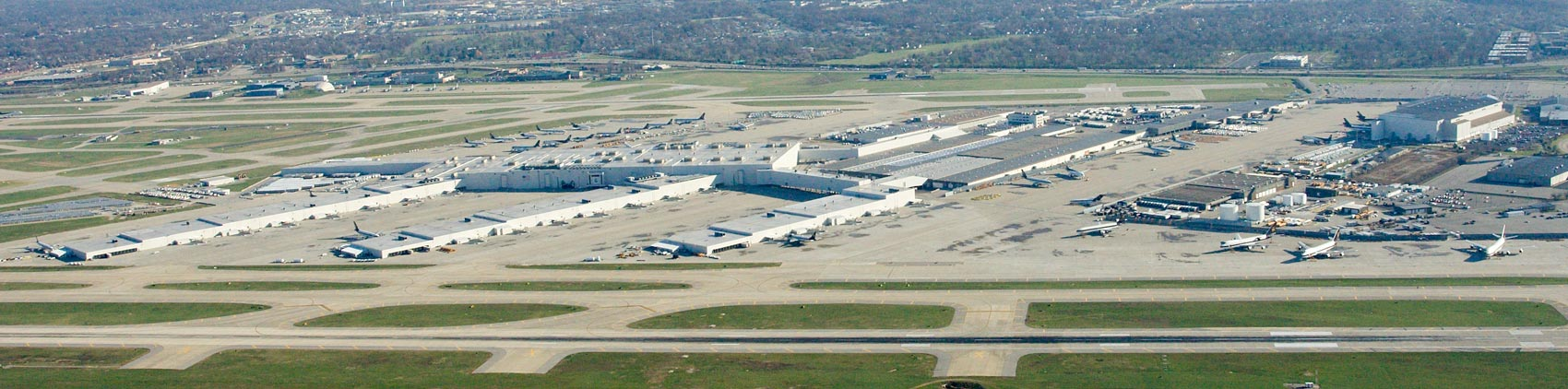
联合包裹服务公司在路易维尔国际机场的枢纽

- ABX航空有限公司
- 逻辑航空
- 空桥货运航空
- AirNet Express
- 香港華民航空
- 国际航空运输公司（en:Air Transport International）
- 卡利塔航空
- 安东诺夫航空（en:Antonov Airlines）
- 阿罗哈航空货运（en:Aloha Air Cargo）
- 大西洋航空（Atlantic Airlines）
- 横越货运航空公司（ATRAN Cargo Airlines）
- 亞特拉斯航空
- 箭航空公司（Arrow Airways Inc.）
- 澳大利亚航空快递（en:Australian air Express）
- 艾维特航空（en:Avient Aviation）
- 蓝镖航空（en:Blue Dart Aviation）
- 伯灵顿全球有限公司（en:BAX Global）
- CAL货运航空（en:CAL Cargo Air Lines）
- 喷气机航空公司（en:Cargojet Airways）
- 卢森堡国际货运航空
- 中國貨運航空
- 达伊罗货运航空公司（en:DAS Air Cargo）
- 艾莫利快递（en:Emery Worldwide）
- 欧洲航空货运公司（en:European Air Transport）
- 长青国际航空公司（en:Evergreen International Airlines）
- 联邦快递航空
- 法恩航空（en:Fine Air）
- 飛虎航空
- 双子星航空货运（en:Gemini Air Cargo）
- 長城航空
- 重型货运航空（en:Heavylift Cargo Airlines）
- 順豐航空
- 基洛纳航空包机有限公司（en:Kelowna Flightcraft Air Charter）
- 基蒂霍克航空货运公司（en:Kitty Hawk Aircargo）
- 智利航空货运（en:LAN Cargo）
- 马克西穆斯航空货运（en:Maximus Air Cargo）
- MNG航空（en:MNG Airlines）
- 日本貨物航空
- 博立货运航空
- 波莱特航空公司（en:Polet Airlines）
- 海岸世界航空（en:Seaboard World Airlines）
- 南方航空（en:Southern Air）
- 坦帕货物运输公司（en:Tampa Cargo）
- TNT航空
- 金鵬航空
- 联合包裹服务航空
- 伏尔加-第聂伯航空
- 全球航空股份公司（en:Global Aero Logistics）

### 货运子公司

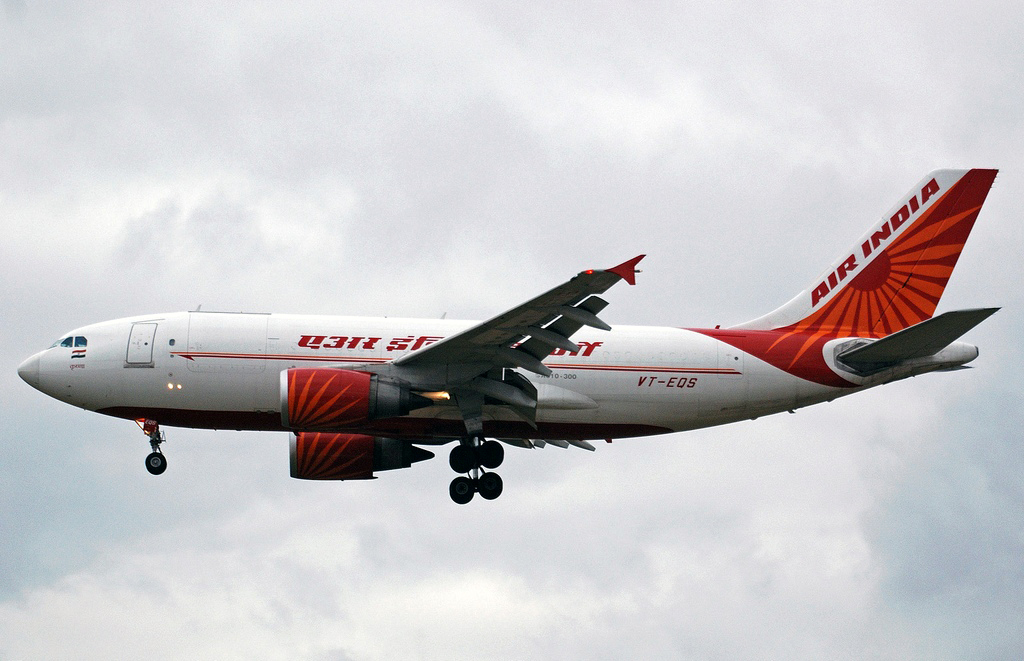
印度航空货运公司飞机

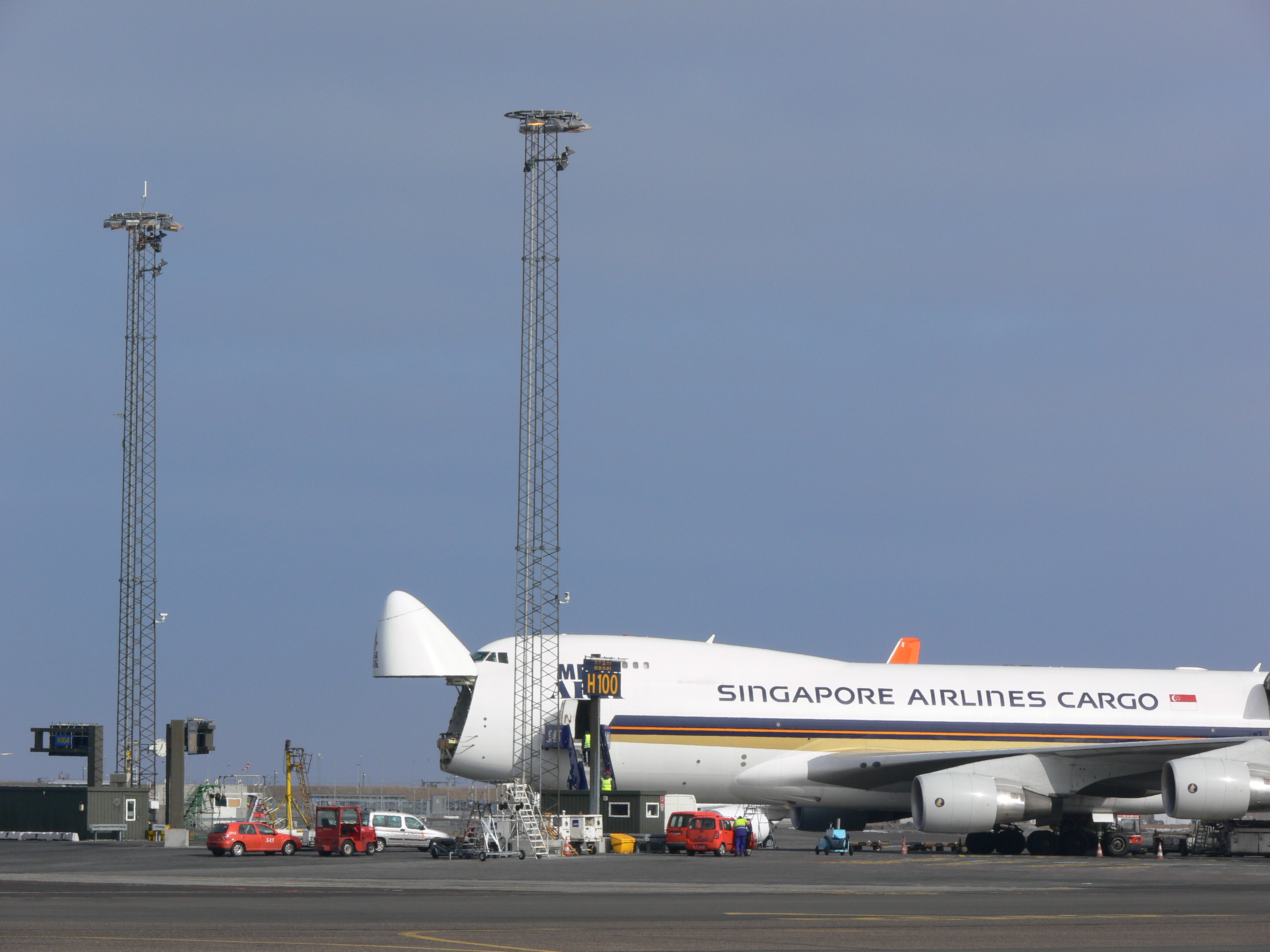
新加坡航空貨運波音747在装货

- 墨西哥联运航空公司（en:Aeromexpress）
- 印度货运航空公司（en:Air India Cargo）
- 法航货运
- 阿拉斯加航空集团（en:Alaska Air Cargo）
- 英國货运航空
- 冰岛货运航空
- 荷蘭皇家货运航空
- 智利南美货运航空
- 汉莎货运航空
- 馬來西亞貨運航空
- 西北货运航空
- 北歐货运航空
- 新加坡貨運航空
- 斯里蘭卡货运航空
- 瑞士國際货运航空
- 卡塔尔货运航空
- 皇家約旦货运航空
- 香港貨運航空

### 客货运混合
- 國泰航空
- 中華航空
- 長榮航空
- 阿联酋航空
- 伊朗航空
- 全日本空輸